# Concentrotheca laevigata
Concentrotheca laevigata är en korallart som först beskrevs av Pourtalès 1871.  Concentrotheca laevigata ingår i släktet Concentrotheca och familjen Caryophylliidae. Inga underarter finns listade i Catalogue of Life.